# Château de Naves
Le château de Naves est un château fort médiéval, ruiné à l'exception d'une aile, situé commune de Naves,  dans le département français de l'Allier, en France.

## Localisation

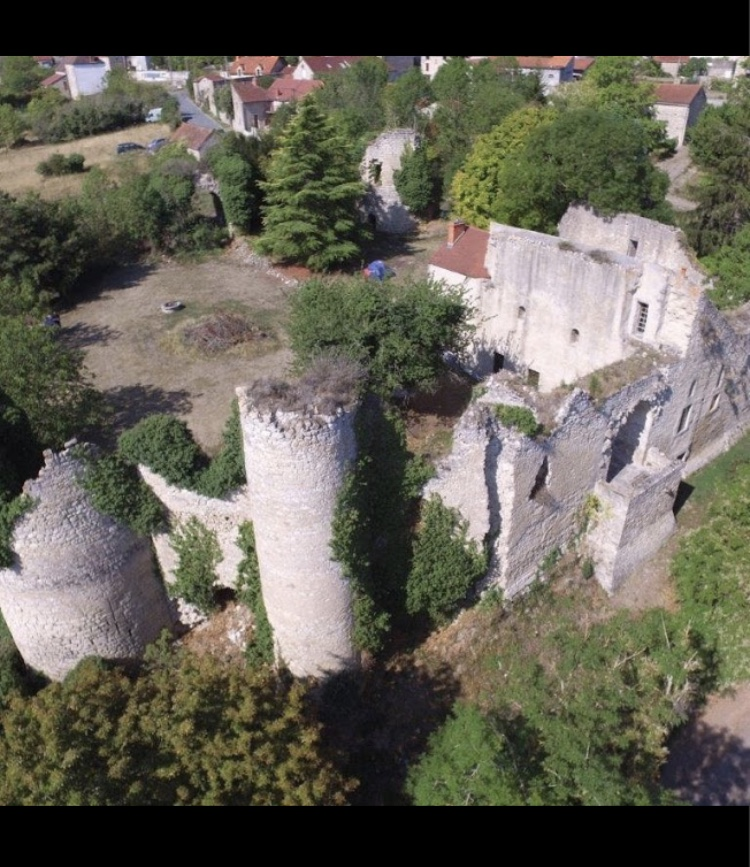

Le château se trouve dans le bourg de Naves, non pas au point culminant, mais en contrebas sur le flanc sud-est du vallon qui descend vers le col de Naves.

## Description

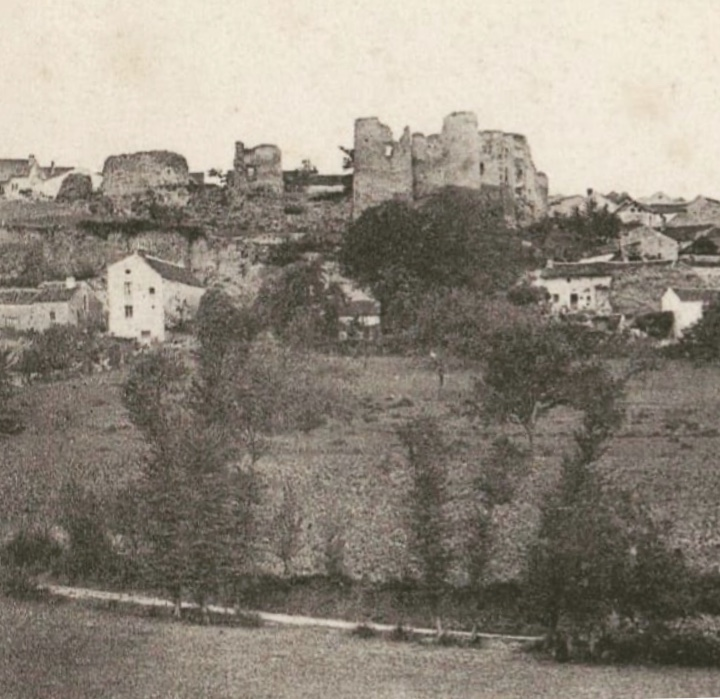
Vue ancienne du château de Naves.

Il reste du château des ruines assez imposantes. Seule une aile a été réhabilitée et est habitable.

## Historique
Le château de Naves est construit vers 1100. En 1147, le seigneur des lieux, Hugues de Naves, en conflit avec Archambaud VII de Bourbon, préfère donner son château et sa seigneurie à l'archevêque de Bourges, Pierre de La Châtre. Les archevêques de Bourges agrandissent et renforcent le château, qui se trouvait à la limite de leur diocèse et où ils aimaient venir séjourner jusqu'à la fin du XVe siècle au moins. Jean Cœur, fils de Jacques Cœur et archevêque de Bourges, fit faire des travaux dans le château et l'on peut voir les armes de la famille Cœur sur la façade et sur des manteaux de cheminées.
L'édifice est inscrit au titre des monuments historiques en 1931.